# Little Sugar Loaf
Pour les articles homonymes, voir Sugarloaf.
Le Little Sugar Loaf, aussi appelé Giltspur Mountain (en irlandais : Giolspar, anciennement Beannach Bheag) est un sommet des montagnes de Wicklow culminant à 342 mètres d'altitude, en Irlande, au sud de Bray. Le Great Sugar Loaf se trouve à l'ouest-sud-ouest, sur l'autre côté de la route N11 reliant Wicklow à Dublin. Sur son versant oriental passe la route R761 qui mène de Bray à Greystones et le sépare de Bray Head. Il est facilement identifiable par son double sommet qui contraste avec les autres hauteurs de la région aux pentes généralement plus régulières. Composé de quartzite formé au Cambrien, il contraste avec les sommets de granite du Dévonien à l'ouest de Great Sugar Loaf.

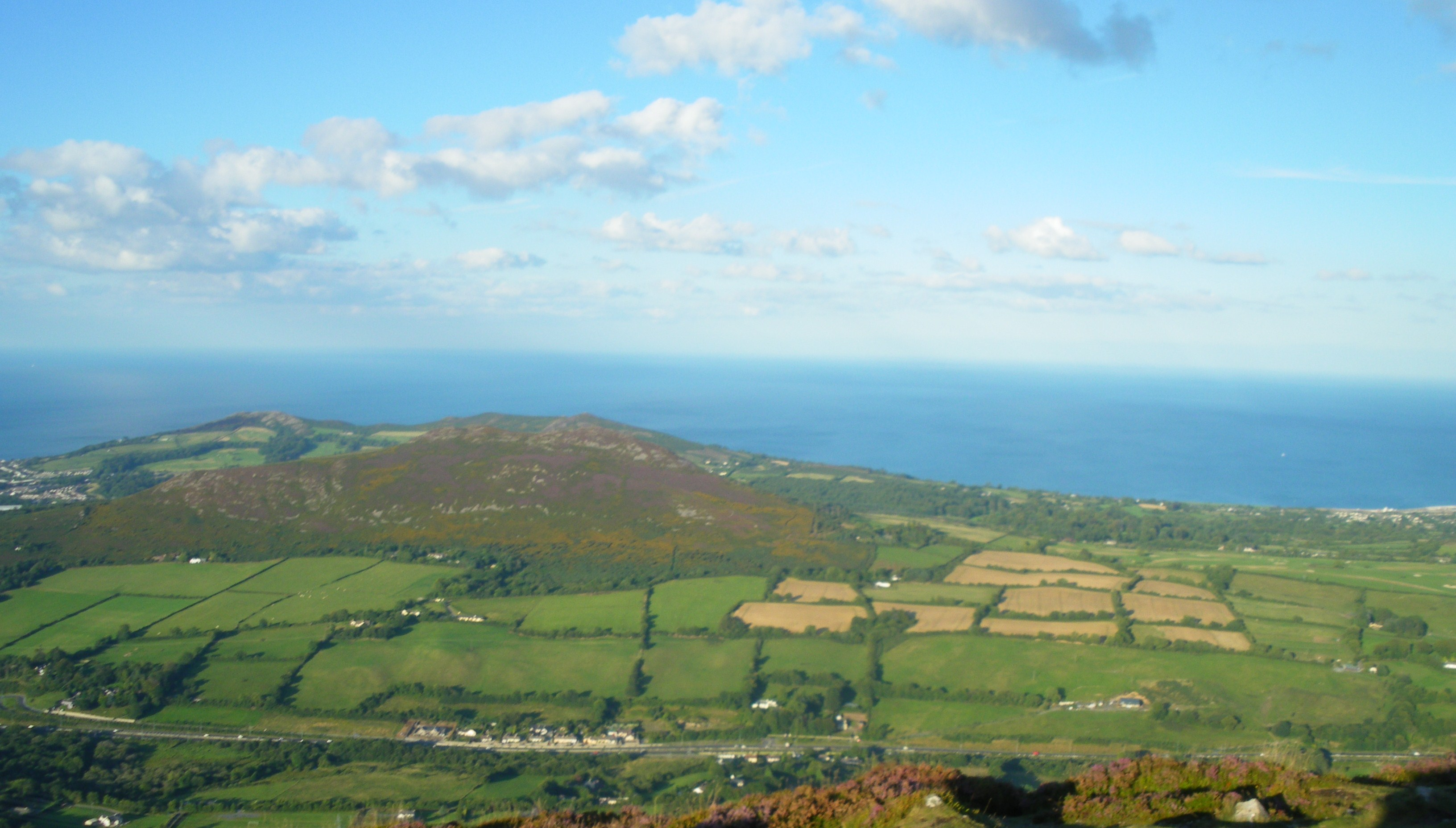
Vue de Little Sugar Loaf depuis Great Sugar Loaf.